# Красноярское городское поселение (Омская область)
Красноярское городско́е поселе́ние — муниципальное образование в Любинском районе Омской области Российской Федерации.
Административный центр — рабочий посёлок Красный Яр.

## История
Статус и границы городского поселения установлены Законом Омской области от 30 июля 2004 года № 548-ОЗ «О границах и статусе муниципальных образований Омской области».

## Население
| 2010  | 2011  | 2012  | 2013  | 2014  | 2015  | 2016  |
| ----- | ----- | ----- | ----- | ----- | ----- | ----- |
| 5133  | ↗5152 | ↗5217 | ↗5241 | ↘5240 | ↘5230 | ↗5232 |
| 2017  | 2018  | 2019  | 2020  | 2021  | 2023  |       |
| ↘5206 | ↘5195 | ↘5183 | ↗5234 | ↗5429 | ↗5433 |       |

## Состав городского поселения
| № | Населённый пункт | Тип населённого пункта                  | Население |
| - | ---------------- | --------------------------------------- | --------- |
| 1 | Красный Яр       | рабочий посёлок, административный центр | ↗5433     |